# موریتوری (فیلم ۱۹۶۵)
موریتوری (به انگلیسی: Morituri) فیلمی در ژانر اکشن و جنگی با بازی مارلون براندو، یول برینر، جنت مارگولین، تروور هاواردو والی کاکس به کارگردانی برنهارد ویکی در سال ۱۹۶۵ است.

## داستان
یک آلمانی که در هند زندگی می‌کند توسط انگلیسی‌ها مجبور می‌شود خود را به عنوان یک افسر اس اس جا زده و وارد کشتی که با بار پلاستیک از ژاپن به سمت آلمان حرکت کرده بشود ماموریت او غیر فعال کردن بمب‌های موجود در کشتی است تا کاپیتان نتواند پس از متوقف کردن کشتی به دست انگلیسی‌ها کشتی را غرق کند و...

## بازیگران
- مارلون براندو در نقش رابرت کراین
- یول برینر در نقش کاپیتان مولر
- جنت مارگولین در نقش استر
- تروور هاوارد در نقش سرهنگ استاتر
- مارتین بنرات در نقش کروزه
- هانس کریستین بلش در نقش دونکیمن
- والی کاکس در نقش آمپاج
- مکس هافلر در نقش برانر
- راینر پنکرت در نقش میلکرایت
- ویلیام ردفیلد در نقش بالدوین
- اسکار برگی جونیور در نقش دریا سالار وندل
- مارتین برانت در نقش نیسن
- چالز دی وریس در نقش کروز
- کارل ازموند در نقش بوش
- مارتین کوسلکدر نقش ویلکه
- نوربرت شیلر در نقش استوارد
- رابرت سورلز در نقش کونیگر
- ریک تراگر در نقش عضو خدمه
- ایوان تریسولت در نقش ستوان برانت
- ویلیام وایت